# هاربر ألن
هاربر ألن (بالإنجليزية: Harper Allen)‏ (1900)؛ كاتِبة وروائية كندية.